# Кольори богослужбових облачень

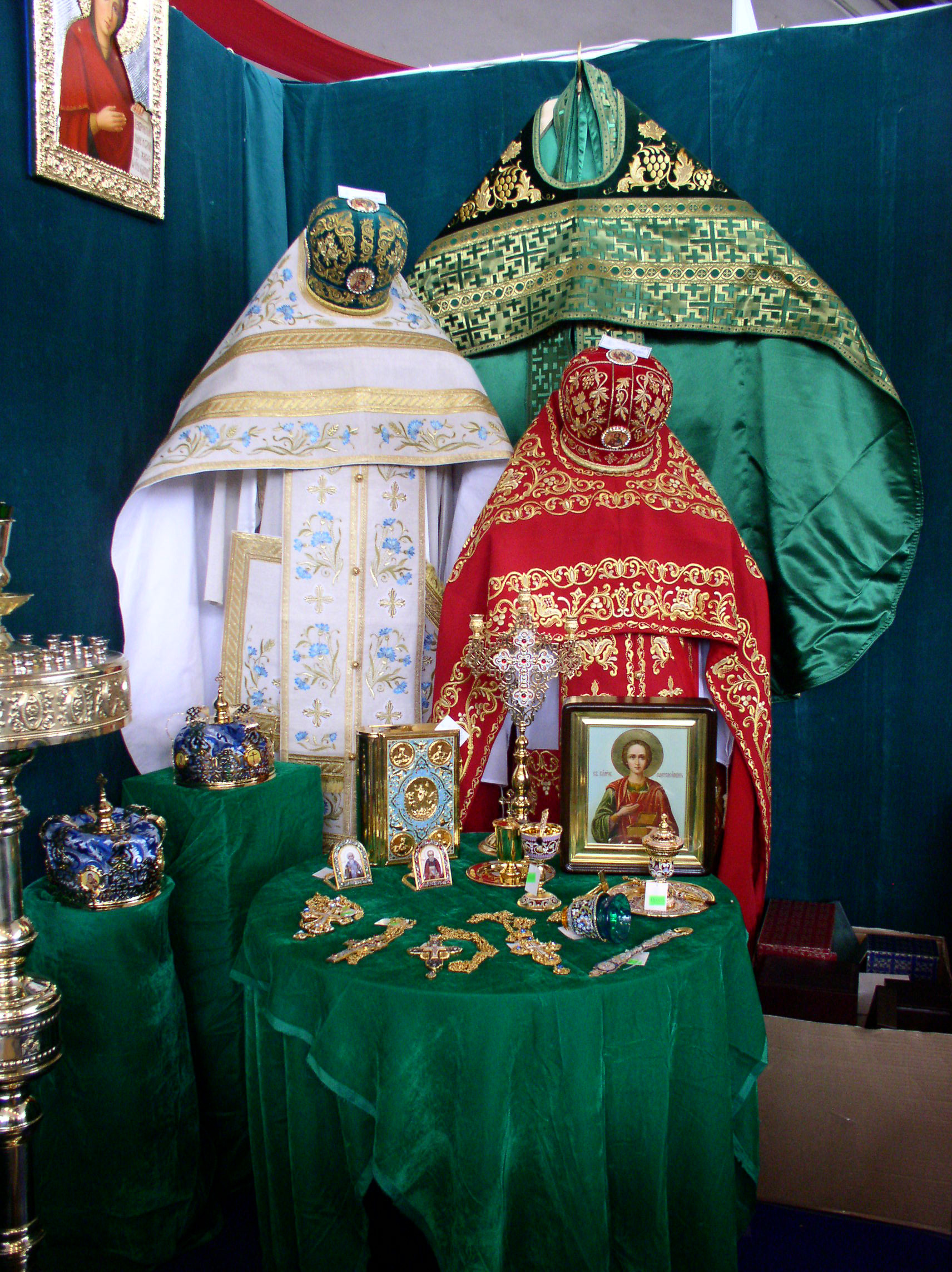
Православне богослужбове облачення

Кольори богослужбових облачень у Православній церкві — кольорова гамма облаченьсвященно- та церковнослужителів, а також облачення престолу, жертовника, завіси, аналоїв, покрівця, воздуха та закладки у престольному Євангелії. Кольори символізують духовні значення подій, що святкуються.
Канон, що склався, кольорів богослужбових одягнень складається з білого кольору (символізує божественне несотворене світло), семи основних кольорів спектру сонячного світла, з яких складається білий колір (на виконання слів Іоанна Богослова — «А Сидячий подібний був з вигляду до каменя яспіса й сардиса, а веселка навколо престолу видом подібна була до смарагду» (Об 4:3-4), а також чорного кольору (символізує відсутність світла, небуття, смерть, жалоба чи, навпаки, зречення світської метушні).

## Використання кольорів

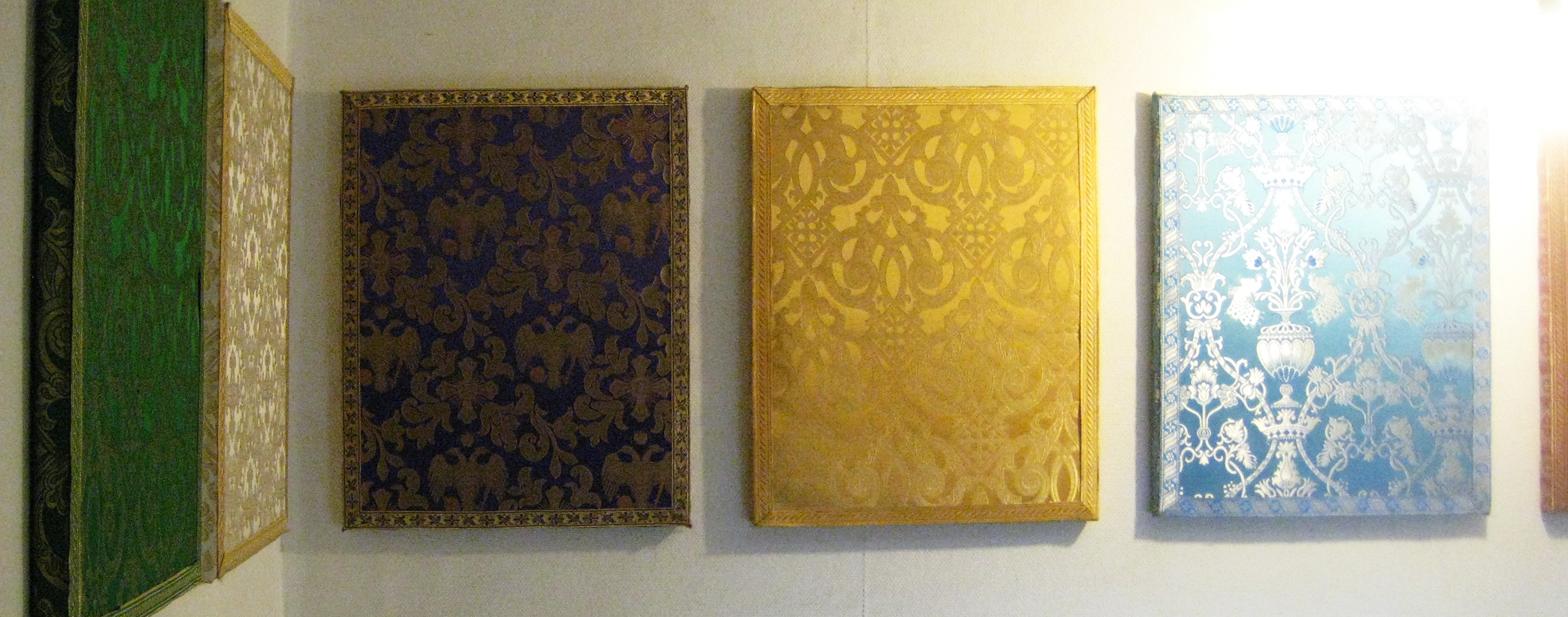
Зразки текстилю у церковній лавці

| Колір                                                          | Група свят, подій, днів пам'яті | Що символізує | Примітка |
| -------------------------------------------------------------- | --- | --- | --- |
| Золотий (жовтий) всіх відтінків                                | Дні пам'яті пророків, апостолів, святителів, рівноапостольних, інших служителів Церкви, а також благовірних царів і князів і на суботу Лазаря (іноді також служать у білому).                                                         | Царський колір | Золоті ризи використовуються на недільних богослужіннях, а також у більшість днів року, якщо не відбувається чиясь пам'ять |
| Білий                                                          | Великдень і свята Різдва Христового, Богоявлення, Стрітення , Преображення та Вознесіння, на Лазарєву суботу (іноді також служать у жовтому), Небесних Сил безтілесних                                                                | Божественне світло | Білі ризи використовуються при скоєнні Таїнства Хрещення, Вінчання та на заупокійних богослужіннях, а також при одязі новопоставленого в священний сан                                                                                          |
| Блакитний                                                      | Богородичні свята ( Благовіщення, Розташування, Успіння, Різдво Пресвятої Богородиці, Покров, Введення, дні пам'яті Богородичних ікон)                                                                                                | Вища чистота та непорочність | Блакитний колір мають мантії митрополитів . Може мати відтінки аж до синього |
| Фіолетовий, темно-червоний                                     | Свята Животворчого Хреста Господнього ( Хрестопоклонний тиждень Великого посту, Походження (Винесення) чесних древ Животворчого Хреста Господнього, Воздвиження ) та недільні дні Великого посту {не скрізь}, Собор Архангела Михаїла | Хресні страждання Христа | Фіолетовий, темно-червоний колір мають єпископські та архієпископські мантії, а також нагородні скуфії та камілів . Може мати відтінки, аж до червоного                                                                                         |
| червоний                                                       | Великдень, дні пам'яті мучеників | Колір крові, яку пролив за нас Христос, чи мученицької крові. Також символізує римський державний червоний колір, що означає червону мантію Костянтина Великого, який був головою Першого Вселенського Собору, який ухвалив святкувати Великдень за Олександрійським методом, який найточніше передає тимчасові цикли з часу життя Христа. | Пасхальне богослужіння розпочинається у білих шатах, що символізують світло, що засяяло від труни Господа Ісуса Христа при Його Воскресінні .                                                                                                   |
| Зелений                                                        | Свята та дні пам'яті преподобних, подвижників, юродивих, Вхід Господній до Єрусалиму, День Святої Трійці | Колір животворіння та вічного життя | Зелений колір має мантія патріарха |
| Темно-червоний, темно-зелений, темно-синій, фіолетовий, чорний | великий піст | Колір посту та покаяння | Чорний вживається переважно в дні Великого посту, у недільні та святкові дні якого допускається вживання одягу із золотою або кольоровою обробкою. Чорний колір мають мантії єпископів, архієпископів, митрополитів та патріарха у Великий піст |
| Темно-червоний, бордовий, багряний                             | Великий Четвер | «І взявши чашу та дякувавши, подав їм і сказав: Пийте з неї все; бо це кров Моя Нового заповіту, за багатьох, що виливається на залишення гріхів» (Мт. 26:27-28) | Використовується темно-червоний колір, щоб він не виглядав як великодній, на Страсному тижні |